# Fritz Fiedler
Fritz Fiedler (* 9. Januar 1899 in Potsdam; † 8. Juli 1972 in Schliersee) war ein deutscher Konstrukteur.

## Leben
Nach dem Studium an der Technischen Hochschule Charlottenburg arbeitete er zunächst als Konstrukteur bei der Deutsche Kraftfahrzeugwerke AG in Berlin-Spandau und wurde 1926 Leiter des Konstruktionsbüros der Stoewer-Werke in Stettin.
Als Nachfolger von Paul Daimler übernahm er Ende 1929 bei Horch in Zwickau den Posten des Chefkonstrukteurs. Fiedlers erste Entwicklung war der Zwölfzylinder-V-Motor mit waagerechten („liegenden“) Ventilen (SV-Ventilsteuerung) für den im Herbst 1931 präsentierten Horch 670. Den von Paul Daimler Mitte der 1920er Jahre konstruierten Achtzylinder-Reihenmotor mit Königswelle und zwei Nockenwellen (DOHC) ersetzte Fiedler durch eine Neukonstruktion mit nur einer Nockenwelle.
Angelehnt an den V12-Motor begann er 1931 mit der Konstruktion eines V8-Motors, der gegenüber den Achtzylinder-Reihenmotoren mit OHC-Ventilsteuerung günstiger herzustellen war. Nach Fiedlers Wechsel zu BMW (Eisenach) die Wiege das BMW PKW Bau, im Sommer 1932 brachte Wernel K. Strobel den neuen V8 zur Serienreife, der 1933 mit zunächst 3 Litern Hubraum im Horch 830 Verwendung fand und später noch bis 1943 u. a. für die Einheits-PKW der Wehrmacht hergestellt wurde.
Im BMW-Zweigwerk Eisenach trieb Fiedler die Entwicklung der Sechszylinder-Modelle BMW 326 und 335 voran.
Nach dem Zweiten Weltkrieg arbeitete er von 1945 bis 1947 in Bristol für den britischen BMW-Importeur AFN Ltd. (Frazer Nash). 1949 wechselte er als leitender Konstrukteur zu Opel nach Rüsselsheim. 1951 kehrte Fiedler zu BMW zurück, wo er bis 1968 in der Motorenentwicklung in München tätig war.